# كارل أوغست (ولي عهد السويد)
كارل أوغست أو كريستيان أوغست (الدنماركية والنرويجية: Christian August؛ السويدية: Karl August؛ 9 يوليو 1768 - 28 مايو 1810)؛ كان أميرًا دنماركيًا، بحيث اشتهر بتوليه منصب ولي عهد السويد لفترة وجيزة في عام 1810، بحيث تبناه الملك كارل الثالث عشر قبل وفاته المفاجئة بسبب سكتة دماغية، في وقت سابق كان جنرالًا في الجيش الملكي الدنماركي وكذلك اعتبر الحاكم العام للنرويج، كان اسمه قبل حصوله على اللقب السويدي في عام 1810 هو كريستيان أغسطس من شليسفيغ هولشتاين-سوندربورغ-أوغوستنبورغ أو بالمختصر كريستيان أغسطس من أوغوستنبورغ.

## أصول العائلية
ولد بقصر أوغستينبورغ في يوليو 1768 فهو ابن فريدرش كريستيان الأول دوق شليسفيغ-هولشتاين-سوندربورغ-أوغستنبورغ (1721-1794) والأميرة شارلوته من شليسفيغ-هولشتاين-سوندربورغ-بلون (1744-1770)؛ كان الأخ الأصغر لـ كريستيان الثاني دوق أوغستينبورغ وسِلف الأميرة لويز أوغست الدنماركية وأيضا عم كارولين أمالي ملكة الدنمارك القرينة، كذلك كريستيان أوغست لم يتزوج.
تعتبر عائلته فرعاً من سلالة أولدنبورغ بحيث يحكم الفرع الأكبر الدنمارك-النرويج، وفي حين فروع الأخرى من السلالة كانت تحكم آنذاك السويد وكذلك الإمبراطورية الروسية وأيضا دوقية أولدنبورغ.

## الدنمارك والنرويج
بعد دارسته في لايبتسيغ، عاد إلى الدنمارك-النرويج عام 1785 بحيث تم تعيينه برتبة مساعد كولونيل، وفي 1787 تمت ترقيته إلى رتبة الكولونيل، وثم الجنرال المشرف في عام 1790، ومنذ عام 1797 أصبح متمركزًا في النمسا، بحيث انضم إلى القتال ضد نابليون، غادر النمسا عندما أنهت معاهدة لونيفيل حرب التحالف الثاني في عام 1801، وفي عام 1803 تم تعيينه قائدًا لحصن فريدريكستين في النرويج، استلم هذا المنصب في عام 1804.
في عام 1807 انخرط مرة أخرى في الحروب النابليونية هذه المرة إلى جانب الإمبراطور نابليون فعندما هاجمت عدو نابليون بريطانيا العظمى الدنمارك، يُطلق على الجزء الدنماركي النرويجي من الحروب النابليونية اسم حرب الزوارق الحربية، انضمت السويد بقواتها ضد الدنمارك-النرويج في عام 1808، أصبح كريستيان أوغست شخصية محورية خلال الحرب، وقاد القوات إلى الانتصارات في عدة معارك، مما أدى إلى طرد القوات السويدية من النرويج، وفي عام 1808 تمت ترقية إلى رتبة مارشال الميداني، وفي عام 1809 أصبح الحاكم العام للنرويج.

## السويد
في 6 يونيو 1809 تم إعلان الدوق كارل ملكًا بعد خلع ابن شقيقه غوستاف الرابع أدولف، وافق الملك الجديد كارل الثالث عشر على الدستور الليبرالي الجديد، والذي تم التصديق عليه من قبل ريكسداغ الطبقات في نفس اليوم، لم يكن من المحتمل أن هُناك تدخل من الملك الجديد في هذه الثورة الليبرالية التي أوصلته إلى العرش، بحيث كان السلام هو ما تحتاجه الأمة المنهكة الآن.
كذلك لم يكن كارل الثالث عشر لديه أطفال، لذلك من أجل تأمين خلافة العرش، كان لا بد من اعتماد شخص ما كوريثًا له، كان غيورغ أدلرسبار المنسق الرئيسي لانقلاب 1809 بتفضيل فريديريك السادس ملك الدنمارك كملك سويدي جديد، ولكن عندما رفض فريديريك، حاول أدلرسبار التفت إلى النرويج المجاورة وحاول إقناع كريستيان أوغست عن طريق إحدى البارونات، وعلى الرغم من أن كريستيان أوغست لم يتمكن مقابلة مع البارون شخصيًا، إلا أنه قبل تدريجيًا عرض التبني، بعد أن أصبح ولاؤه لملكه فريدريك السادس في النهاية أقل تأثير، تم دعم اختياره كوريث للعرش من قبل كارل الثالث عشر بالإضافة إلى ثلاث طبقات في المملكة؛ رجال الدين والبرجوازية والفلاحين، ومع ذلك كانت طبقة النبلاء أكثر ترددًا بسبب تأثير ما يسمى بالغوستافيين (Gustavianerna)؛ الذين دعموا الملك المخلوع غوستاف الرابع أدولف أو ابنه القاصر، ولكن آنذاك أصبح قرار تبني كارل أوغست نهائيًا في 15 يوليو 1809 بسبب الموافقة الأغلبية، كانت شعبيته الكبيرة في النرويج ميزة للخطط السويدية للاستحواذ لاحقاً على ذلك البلد لاحقاً، بالإضافة إلى ذلك فقد أظهر اهتمامه بالتقارب بين البلدين من خلال امتناعه عن غزو السويد خلال الحرب الفنلندية مع روسيا.
بعد معاهدة فريدريكشامن بين السويد وروسيا في 17 سبتمبر 1809 والتي أنهت الحرب الفنلندية، كانت السويد جاهزة لتنصيبه، أخيرًا غادر النرويج متوجهاً إلى السويد في 7 يناير 1810، وبصفته ولي عهد السويد غيّر اسمه إلى كارل أوغست (بالسويدية: Carl August)؛ تم تكريمه عند وصوله على سبيل المثال بتعيينه عضوًا فخريًا في الأكاديمية الملكية السويدية للعلوم في 18 أبريل 1810 وكان أول أجنبي شخص يتمتع بهذه المكانة في تلك الأكاديمية، ومع ذلك لم يعش طويلاً بما يكفي لإحداث أي تأثير تاريخي في السويد، بحيث توفي فجأة في 28 مايو 1810 عندما سقط عن حصانه أثناء تدريب عسكري في كفيدينغ، أكد تشريح جثته أنه توفي بسبب سكتة دماغية، ولكن في الوقت نفسه انتشرت شائعات مفادها أنه قد تسمم على يد الغوستافيين، على وجه التحديد اتُهم مارشال المملكة الكونت أكسل فون فيرسن علنًا بقتله مما أدى إعدامه دون محاكمة في 20 يونيو 1810 أثناء موكب جنازته، تم دفن كارل أوغست في كنيسة ريدارهولمن كنيسة مدفن ملوك السويد.